# 사승
사승(謝承, ? ~ ?)은 중국 후한 말의 정치가 · 역사가로, 자는 위평(偉平)이며 양주(揚州) 회계군(會稽郡) 산음현(山陰縣) 사람이다. 후한의 상서랑(尙書郞) 사경(謝煚)의 아들이며, 손권(孫權)의 부인인 사씨의 아우다.

## 생애
어려서부터 인자함과 효성으로 널리 알려졌으며, 박학하고 견문이 넓어 한 번 듣고 안 것은 결코 잊지 않았다. 누이가 죽은 후 10여 년이 지나서 오관낭중(五官郞中)에 임명되었고, 장사동부도위(長沙東部都尉) · 무릉태수(武陵太守)를 역임하였다.

## 저술
- 《후한서》(後漢書) 100여 권을 찬술했다.[1] 기록으로 남은 후한서 중 가장 오래 된 것으로 8가후한서 중 하나로 꼽히며, 다른 8가후한서와 마찬가지로 범엽(范曄)이 《후한서》를 지은 후 소실되었다.
- 《회계선현전》(會稽先賢傳) 7권을 찬술했으나,[2] 소실되었다.

## 가계
아들 사숭은 양위장군(揚威將軍)에 임명되었으며, 사욱은 오군태수(吳郡太守)를 지냈고 이후 난정후(蘭亭侯)에 봉해졌다.

## 같이 보기
- 삼국지 인물 목록